# 秋田分屯基地
秋田分屯基地（あきたぶんとんきち、JASDF Akita Sub Base）とは、秋田県秋田市雄和椿川字山篭23-26に所在し、航空救難団秋田救難隊が配置されている航空自衛隊三沢基地の分屯基地である。秋田空港の滑走路西側に専用エプロンがあり、捜索機（U-125A）と救難ヘリ（UH-60J）を保有している。 
秋田救難隊の新編により、以前から問題視されていた本州日本海側北部の救難空白域が埋まることとなった。

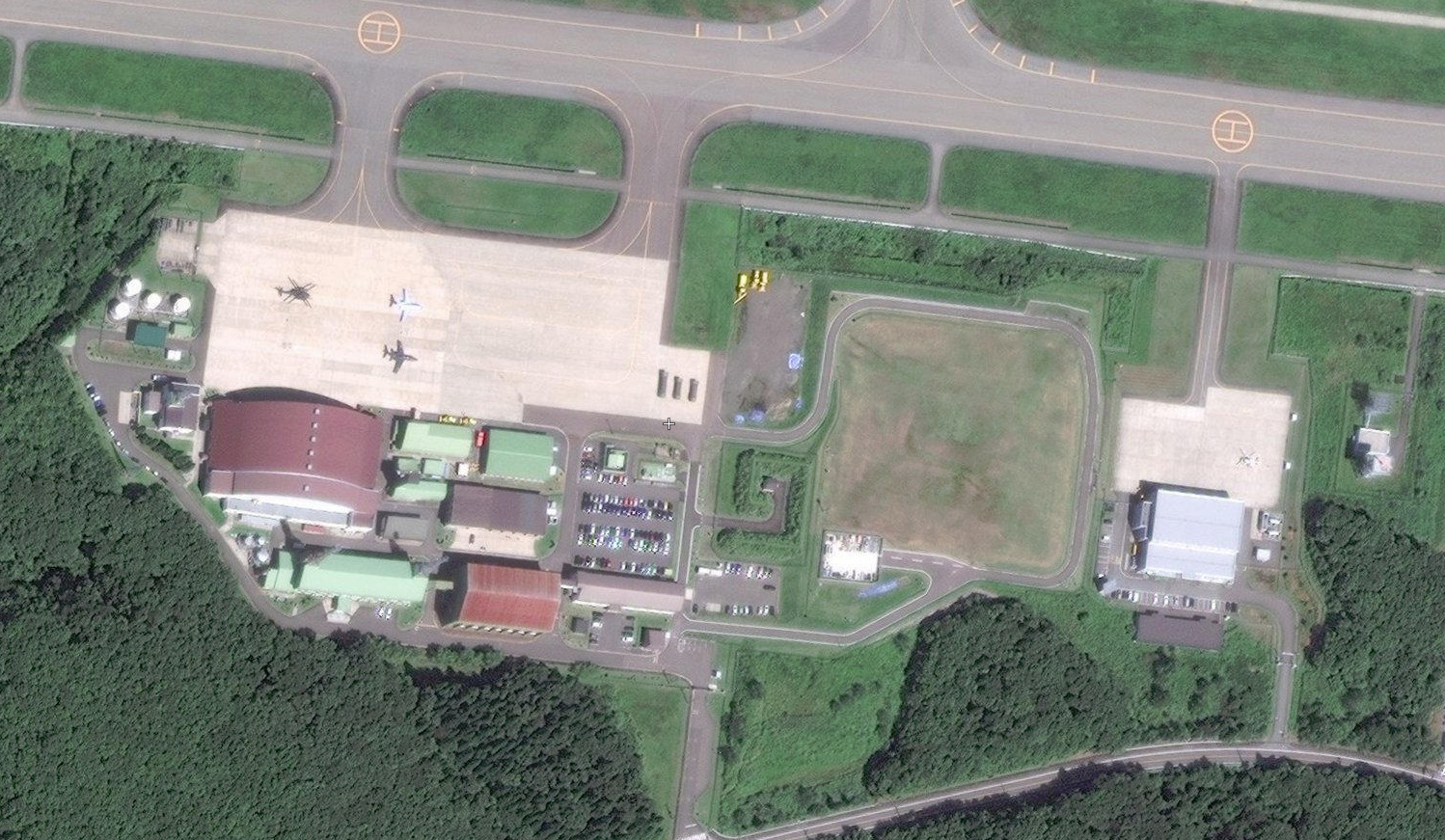
秋田分屯基地の空中写真

分屯基地司令は、秋田救難隊長が兼務。

## 配置部隊

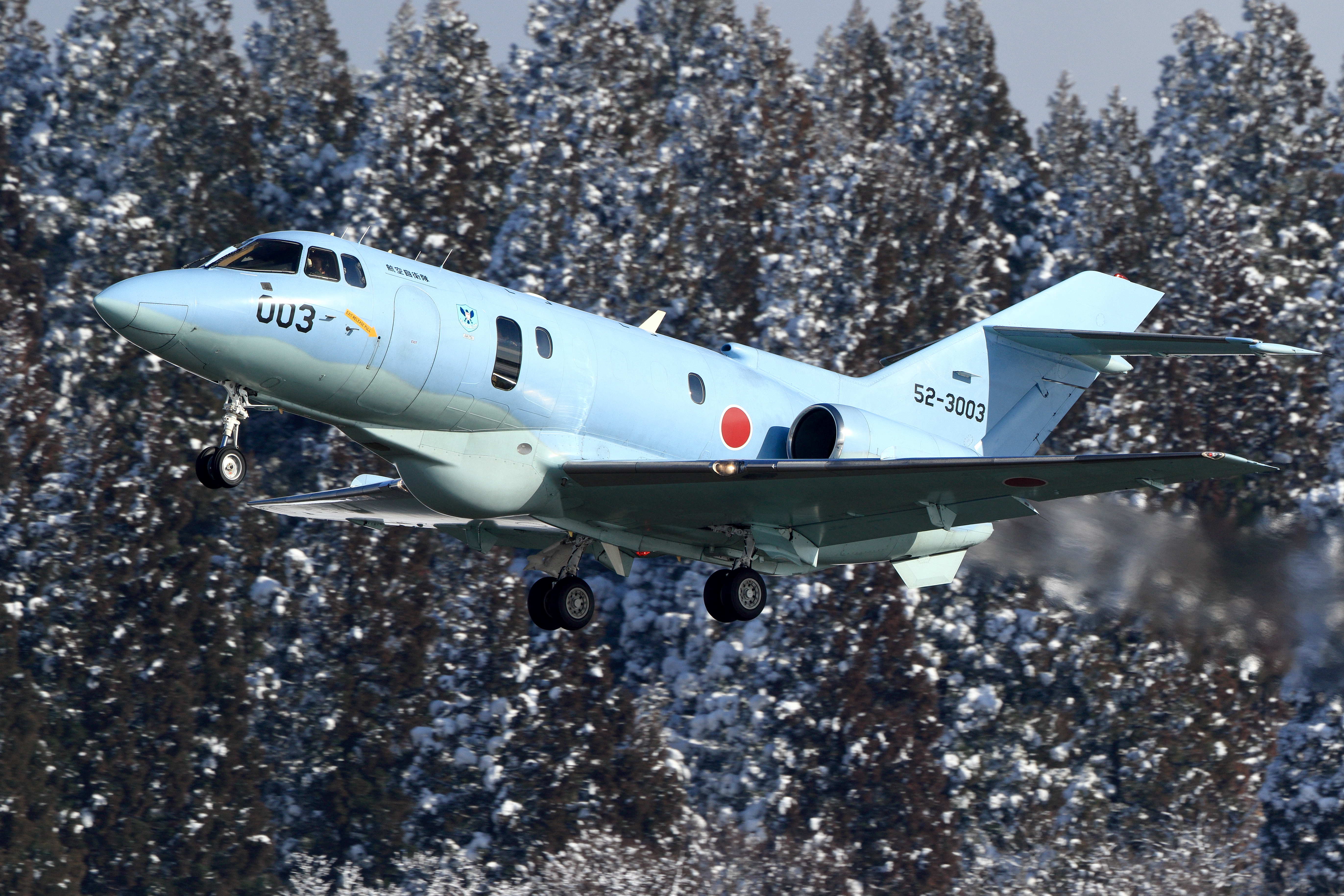
秋田救難隊のU-125A

- 秋田救難隊
- （三沢気象隊）秋田気象班

## 沿革
- 1987（昭和62）年3月31日　秋田救難隊新編

## 所属航空機
- U-125A
- UH-60J